# Clemens Zintzen
Clemens Zintzen (* 24. Juni 1930 in Aachen; † 22. April 2023 in Mainz) war ein deutscher Altphilologe.

## Leben
Zintzen studierte von 1952 bis 1958 Klassische Philologie, Philosophie und Germanistik in Köln und Bonn. 1957 wurde er in Bonn zum Dr. phil. promoviert. Von 1958 bis 1961 war er als Gymnasiallehrer tätig, ehe er zur Fachwissenschaft zurückkehrte und sich 1963 habilitierte. Im folgenden Jahr erhielt er seine erste Dozentur an der Universität zu Köln. 1968 nahm er eine Stelle als Wissenschaftlicher Rat und Professor in Mannheim an, 1969 folgte er einem Ruf als ordentlicher Professor für Klassische Philologie an die Universität des Saarlandes. 1972 wechselte er als Professor für Klassische Philologie an die Universität zu Köln, wo er bis zu seiner Emeritierung 1994 tätig war und auch danach bis zum Ende des Sommersemesters 2010 noch regelmäßig lehrte.
Clemens Zintzen war seit 1977 ordentliches Mitglied der Akademie der Wissenschaften und der Literatur zu Mainz. Von 1986 bis 1993 war er Vizepräsident und von 1993 bis 2005 Präsident der Mainzer Akademie, von 1998 bis 2002 zugleich auch Vorsitzender der Union der deutschen Akademien der Wissenschaften. 1981 wurde er zudem zum Mitglied der Mediaeval Academy of America ernannt. 2003 wurde ihm für seine Verdienste um die Akademien von der Bayerischen Akademie der Wissenschaften die Medaille Bene merenti in Silber verliehen. 2000 wurde Zintzen mit dem Ausonius-Preis ausgezeichnet. Im Jahr 1998 verlieh ihm Jürgen Zöllner den Verdienstorden der Bundesrepublik Deutschland (1. Klasse). Zintzen war Mitglied der Deutschen Akademie der Technikwissenschaften (Acatech).
In seinen Forschungen beschäftigte sich Zintzen u. a. mit der Philosophie des Neuplatonismus, der Rezeptionsgeschichte sowie der Florentiner Renaissance.

## Schriften (Auswahl)
- 1960 Analytisches Hypomnema zu Senecas Phaedra, Meisenheim: Hain.
- 1963 Damascii Vitae Isidori reliquae, Köln.
- 1977 Die Philosophie des Neuplatonismus, Darmstadt: WBG 1977.
- 1979 Die Laokoonepisode bei Vergil, Mainz: Akademie der Wissenschaften und Literatur 1979.
- 1981 Der Mittelplatonismus, Darmstadt: WBG.
- 1987 Zum Problem der Rezeption in den Geisteswissenschaften, Stuttgart: Steiner.
- 1990 Grundlagen und Eigenarten des Florentiner Humanismus, Stuttgart: Steiner.
- 1999 Die Zukunft der Grundlagenforschung, Stuttgart: Steiner.
- 2000 Athen – Rom – Florenz, Hildesheim: Olms.
- 2000 Vom Menschenbild der Renaissance, München: Saur.